# Atricholeon parkeri
Atricholeon parkeri is een insect uit de familie van de mierenleeuwen (Myrmeleontidae), die tot de orde netvleugeligen (Neuroptera) behoort. 
Atricholeon parkeri is voor het eerst wetenschappelijk beschreven door Stange in 1970.